# De Pelikaan (hoorspel)
De pelikaan is een hoorspel naar het drama Pelikanen (1907) van August Strindberg. De KRO zond het uit in het programma Theater op dinsdag 1 april 1975, van 21:30 uur tot 22:30. De regisseur was Willem Tollenaar.

## Inhoud
In een gezin ontwikkelen turbulente gebeurtenissen zich tot een verwoestende windhoos. Oorzaak van dit alles is de moeder, die zichzelf een pelikaan waant en met grote gulzigheid alles opeist, opslokt en vermorzelt. In wezen is zij dus een vampier die met haar minnaar haar man (geestelijk) heeft vermoord en haar kinderen in het verderf heeft gestort. Ze doet denken aan Medea en aan Clytaemnestra uit de Griekse tragedie, terwijl haar zoon - die met zijn zuster vrijwillig de taak van zoenoffer op zich neemt - verwantschap heeft met Orestes. Hij doet ook denken aan Hamlet en aan de zieke Oswald uit Ibsens “Spoken”. Bij Strindberg bewegen de tragische personen zich echter niet op hoge kothurnen in een immens groot Colosseum, maar ze lopen op pantoffels rond in een kamer, en het noodlot wordt niet plechtstatig door een koor aangekondigd, maar door een oude dienstbode.

## Rolbezetting
- Henny Orri (de moeder)
- Ad van Kempen (de zoon)
- Guusje Westerman (de dochter)
- Edmond Classen (Axel)
- Nell Koppen (Margret)